# Stazione di Miyajimaguchi
La stazione di Miyajimaguchi (宮島口?, Miyajimaguchi-eki) è una stazione ferroviaria situata nella città di Hatsukaichi, nella prefettura di Hiroshima in Giappone. Si trova lungo la linea principale Sanyō della JR West. La stazione è integrata con l'approdo per il traghetto per raggiungere l'isola di Miyajima, dove si trova il santuario di Itsukushima, tesoro nazionale del Giappone patrimonio dell'umanità UNESCO dal 1996. Vicino alla stazione è inoltre presente la fermata capolinea della linea Hiroden Miyajima, l'unica linea metrotranviaria di Hiroshima, che corre pressoché parallela alla linea Sanyō fino alla stazione di Hiroshima, sebbene sia più lenta ma conti un maggior numero di stazioni.

## Linee e servizi
JR West
■ Linea principale Sanyō

## Caratteristiche
La stazione è dotata di un marciapiede a isola e uno laterale con tre binari in superficie in grado di accogliere treni a 8 casse. La stazione supporta la bigliettazione elettronica ICOCA ed è dotata di tornelli di accesso.
| 1   | ■ Linea principale Sanyō | per Iwakuni e Tokuyama |
| 3-4 | ■ Linea principale Sanyō | per Hiroshima e Mihara |

## Stazioni adiacenti
| «                      | Servizio               | »                      |
| Linea principale Sanyō | Linea principale Sanyō | Linea principale Sanyō |
| ---------------------- | ---------------------- | ---------------------- |
| Ajina                  | Locale                 | Maezora                |
| Miyauchi-Kushido←      | Rapido Tsūkin Liner    | ←Ōtake                 |